# Garnierius aethiopicus
Garnierius aethiopicus är en skalbaggsart som beskrevs av Karl Adlbauer 2001. Garnierius aethiopicus ingår i släktet Garnierius och familjen långhorningar. Inga underarter finns listade i Catalogue of Life.